# Simply Mortified
Simply Mortified è un album discografico del gruppo musicale statunitense BS2000, pubblicato nel 2001 dalla Grand Royal.

## Tracce
1. N.Y. Is Good - 2:28
2. Sick For A Reason - 1:44
3. It Feels Like - 2:18
4. Yeah I Like BS - 2:19
5. Buddy - 1:46
6. Better Better - 1:43
7. No Matter What Shape Your Stomach Is In - 2:19
8. The Side To Side - 3:01
9. Extractions - 1:50
10. Boogie Bored - 1:21
11. Wait A Minute - 1:24
12. New Gouda - 2:01
13. Save This For Davis - 2:07
14. The Scrappy - 3:01
15. Mr. Critic - 1:22
16. Flossin At Lawson - 2:00
17. Dig Deeper - 1:09
18. The Dilemma - 2:11
19. In The Basement - 1:24
20. Dansk Party - 2:55
21. Sing To Your Sink (Bonus track)
22. Mom Song (Bonus track)